# Confraternita di Santa Maria della Pace

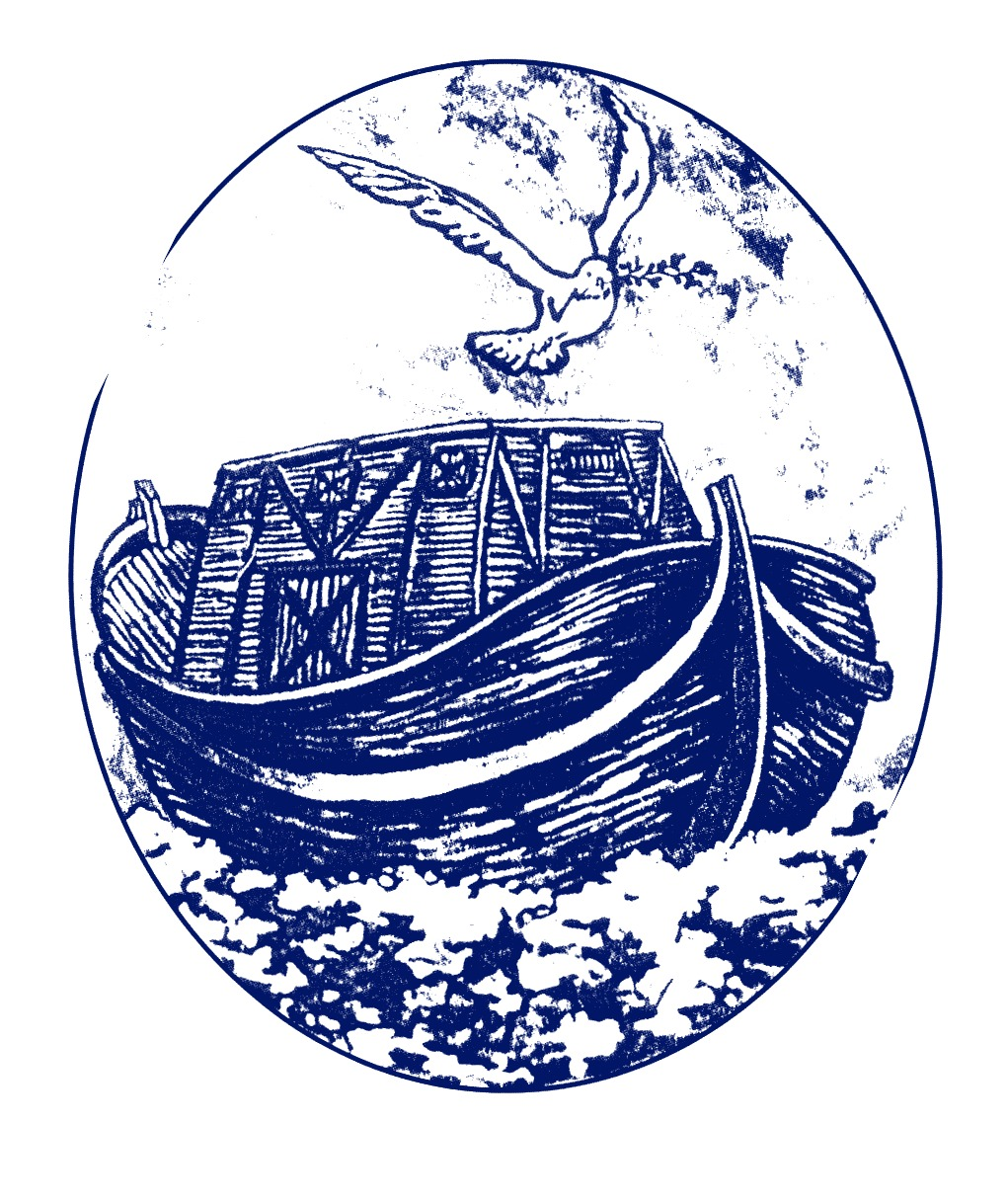
Stemma della confraternita di Santa Maria della Pace

La confraternita di Santa Maria della Pace è una confraternita di Taranto.

## Storia
La confraternita di Santa Maria della Pace fu fondata nel 1673, con la contestuale donazione da parte del capitolo metropolitano dell'arcidiocesi della chiesetta di Sant'Andrea "alla Marina", allora abbandonata, che venne ricostruita e il cui titolo venne mutato a quello di Madonna della Pace. Qui nel 1625 era stata portata una icona bizantina della Madonna della Pace: una donna l'avrebbe prodigiosamente rinvenuta proprio nel sito dove si sarebbe trovato un antico luogo di culto dedicato alla Regina Pacis, di probabile origine bizantina, prima sede cittadina dei carmelitani nel 1577 e distrutta per motivi difensivi dagli spagnoli.

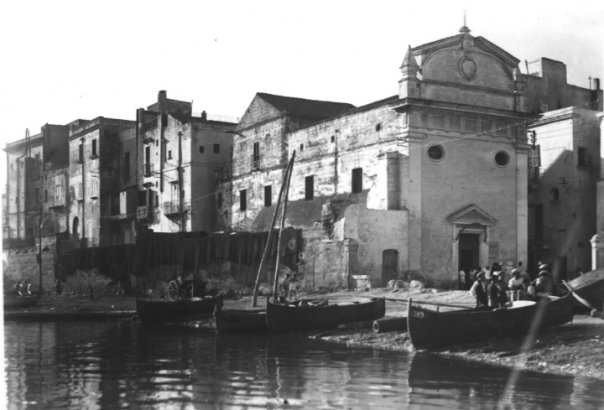
Foto della chiesa della Madonna della Pace, demolita nel 1934

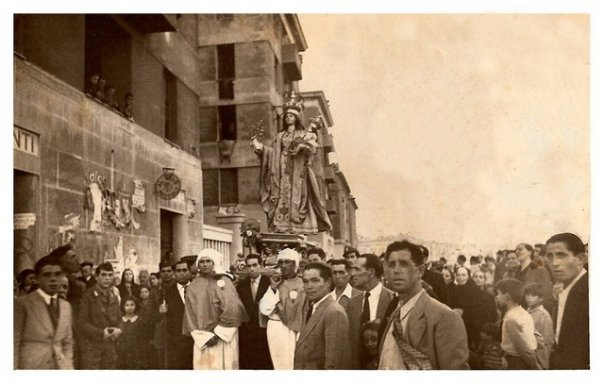
Processione Madonna della Pace 1945

La confraternita ricevette il 14 luglio 1777 il regio assenso con relativo statuto da re Ferdinando IV di Borbone, che donò alla confraternita una nuova statua della Madonna della Pace di provenienza francese.
La confraternita celebrava l'ultima domenica di agosto la festa della Madonna della Pace e il 30 novembre la festa di sant'Andrea apostolo: in questo giorno veniva anche eletto il governo confraternale.
Nel 1934 la chiesa della Madonna della Pace fu demolita durante i lavori di risanamento della città vecchia voluti da Benito Mussolini e la confraternita si trasferì prima nella chiesetta dello Spirito Santo, anch'essa poco dopo demolita e, dopo altri trasferimenti, si stabilì nel 1956 nella chiesa di Sant'Agostino. Da qui si spostò ancora nel 1995 nella parrocchia di Santa Maria del Galeso, del periferico quartiere Paolo VI, officiata dai Missionari Oblati di Maria Immacolata.
La statua della Madonna della Pace, inizialmente trasferita anch'essa nella chiesetta dello Spirito Santo, dopo la demolizione di questa fu portata alla chiesa di San Giuseppe in via Garibaldi e da qui nel 1940 alla nuova chiesa della Regina Pacis nel rione Porta Napoli, distrutta dal bombardamento alleato il 26 agosto del 1943: la statua tuttavia rimase intatta, con soltanto una piccola scheggiatura sull'occhio sinistro. Dopo altri spostamenti fu infine collocata nella nuova sede della confraternita, prima a Sant'Agostino e quindi a Santa Maria del Galeso.
L'ultima domenica di settembre la confraternita organizza la processione della Madonna della Pace per le vie del quartiere.

## Abito di rito

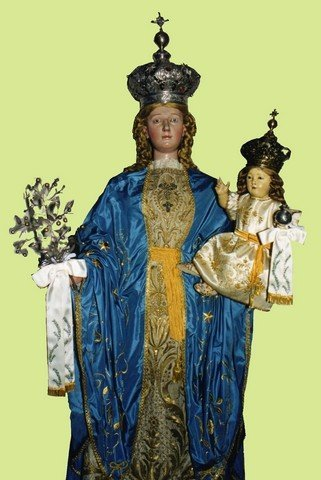
Statua vestita della Madonna della Pace

L'abito di rito della confraternita e così composto:
- mozzetta azzurra con profili rossi di e medaglione con effigie della Madonna della Pace cucito a sinistra; nel passato la mozzetta era di seta color turchino e veniva calato sulle spalle un cappello bianco;
- camice bianco con cappuccio bianco, che in passato veniva calato sul volto per i riti penitenziali della Settimana Santa,
- cingolo rosso legato alla vita
- scarpe nere e calze bianche